# Saint-Jean-d'Ormont
Pour les articles homonymes, voir Saint-Jean et Ormont.
Saint-Jean-d'Ormont est une commune française située dans le département des Vosges en région Grand Est.
Ses habitants sont appelés les Ormontais.

## Géographie

### Localisation
Saint-Jean-d'Ormont est une commune de la vallée du Hure, un affluent droit de la Meurthe, entre Ban-de-Sapt et Denipaire. Saint-Dié-des-Vosges est à 7 km au sud par le col des Raids (525 m).

### Géologie et relief
Village de fond de vallée à 411 mètres d'altitude, il est surplombé par l'Ormont, montagne haute de 900 mètres.
| Denipaire            | Ban-de-Sapt         | Ban-de-Sapt         |
| Denipaire            | Saint-Jean-d'Ormont | Ban-de-Sapt         |
| Saint-Dié-des-Vosges | Nayemont-les-Fosses | Nayemont-les-Fosses |

.

### Sismicité
Commune située dans une zone 3 de sismicité modérée.

### Hydrographie et les eaux souterraines
Hydrogéologie et climatologie : Système d’information pour la gestion des eaux souterraines du bassin Rhin-Meuse :
Territoire communal : Occupation du sol (Corinne Land Cover); Cours d'eau (BD Carthage),
Géologie : Carte géologique; Coupes géologiques et techniques,
 Hydrogéologie : Masses d'eau souterraine; BD Lisa; Cartes piézométriques.
La commune est située dans le bassin versant du Rhin au sein du bassin Rhin-Meuse. Elle est drainée par la ruisseau la Hure, le ruisseau de la Fouiere et le ruisseau des Gouttes,.
La Hure, d'une longueur totale de 15,1 km, prend sa source dans la commune de Ban-de-Sapt et se jette dans la Meurthe à Étival-Clairefontaine, après avoir traversé six communes.

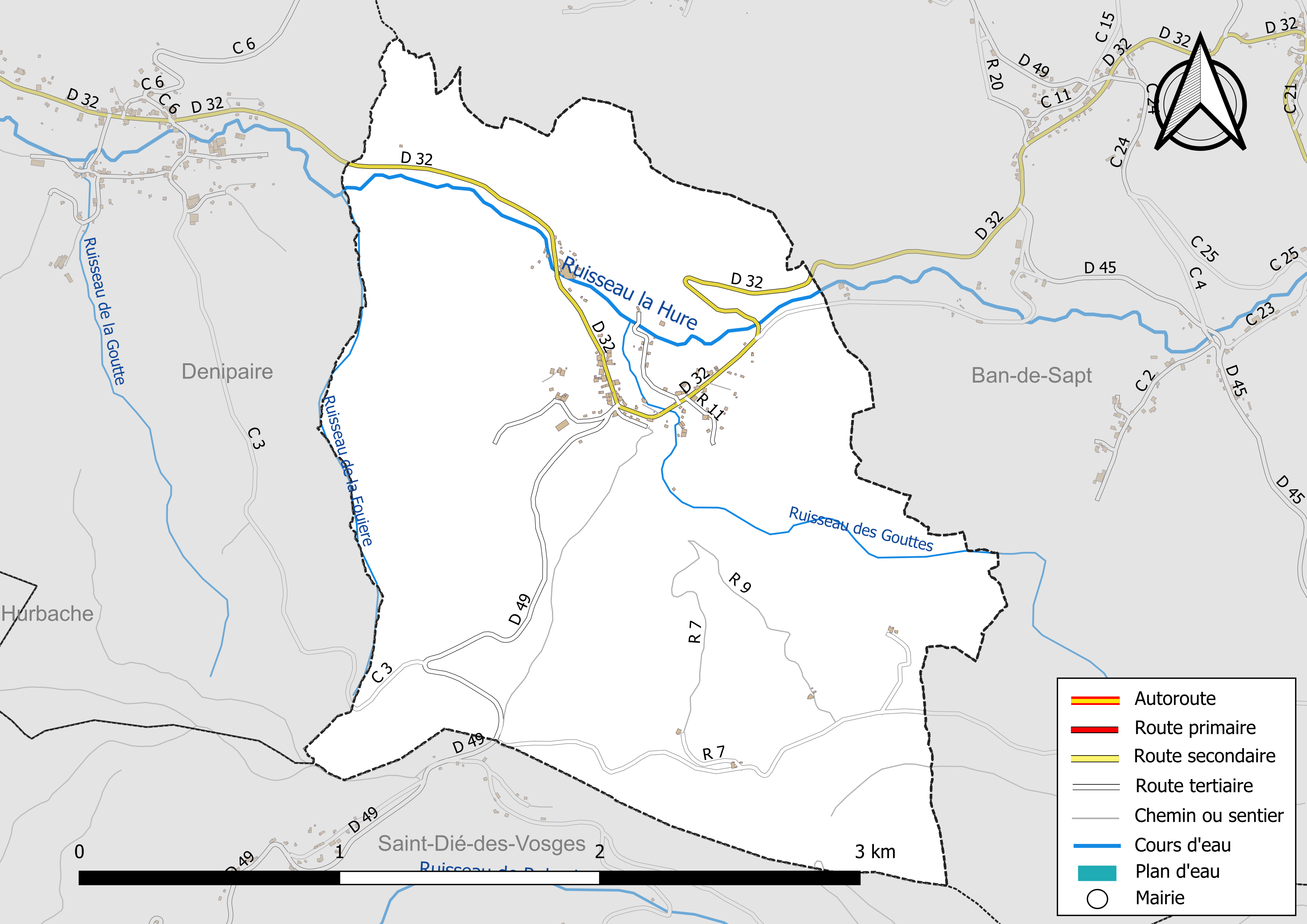
Réseaux hydrographique et routier de Saint-Jean-d'Ormont.

La qualité des eaux des cours d’eau peut être consultée sur un site dédié géré par les agences de l’eau et l’Agence française pour la biodiversité.

### Climat
Pour des articles plus généraux, voir Climat du Grand Est et Climat des Vosges.
En 2010, le climat de la commune est de type climat de montagne, selon une étude du Centre national de la recherche scientifique s'appuyant sur une série de données couvrant la période 1971-2000. En 2020, Météo-France publie une typologie des climats de la France métropolitaine dans laquelle la commune est exposée à un climat semi-continental et est dans la région climatique  Vosges, caractérisée par une pluviométrie très élevée (1 500 à 2 000 mm/an) en toutes saisons et un hiver rude (moins de 1 °C). 
Pour la période 1971-2000, la température annuelle moyenne est de 9,4 °C, avec une amplitude thermique annuelle de 16,9 °C. Le cumul annuel moyen de précipitations est de 1 329 mm, avec 13,6 jours de précipitations en janvier et 11 jours en juillet. Pour la période 1991-2020, la température moyenne annuelle observée sur la station météorologique de Météo-France la plus proche, « Ban-de-Sapt », sur la commune de Ban-de-Sapt à 2 km à vol d'oiseau, est de 10,3 °C et le cumul annuel moyen de précipitations est de 1 027,3 mm. 
La température maximale relevée sur cette station est de 36,9 °C, atteinte le 7 août 2015 ; la température minimale est de −17 °C, atteinte le 19 décembre 2009,,. 
Les paramètres climatiques de la commune ont été estimés pour le milieu du siècle (2041-2070) selon différents scénarios d'émission de gaz à effet de serre à partir des nouvelles projections climatiques de référence DRIAS-2020. Ils sont consultables sur un site dédié publié par Météo-France en novembre 2022.

## Urbanisme

### Typologie
Au 1er janvier 2024, Saint-Jean-d'Ormont est catégorisée commune rurale à habitat dispersé, selon la nouvelle grille communale de densité à sept niveaux définie par l'Insee en 2022.
Elle est située hors unité urbaine. Par ailleurs la commune fait partie de l'aire d'attraction de Saint-Dié-des-Vosges, dont elle est une commune de la couronne,. Cette aire, qui regroupe 47 communes, est catégorisée dans les aires de 50 000 à moins de 200 000 habitants,.

### Occupation des sols
L'occupation des sols de la commune, telle qu'elle ressort de la base de données européenne d’occupation biophysique des sols Corine Land Cover (CLC), est marquée par l'importance des forêts et milieux semi-naturels (64,3 % en 2018), une proportion identique à celle de 1990 (64,3 %). La répartition détaillée en 2018 est la suivante : 
forêts (64,3 %), prairies (30,8 %), zones urbanisées (4,9 %). L'évolution de l’occupation des sols de la commune et de ses infrastructures peut être observée sur les différentes représentations cartographiques du territoire : la carte de Cassini (XVIIIe siècle), la carte d'état-major (1820-1866) et les cartes ou photos aériennes de l'IGN pour la période actuelle (1950 à aujourd'hui).

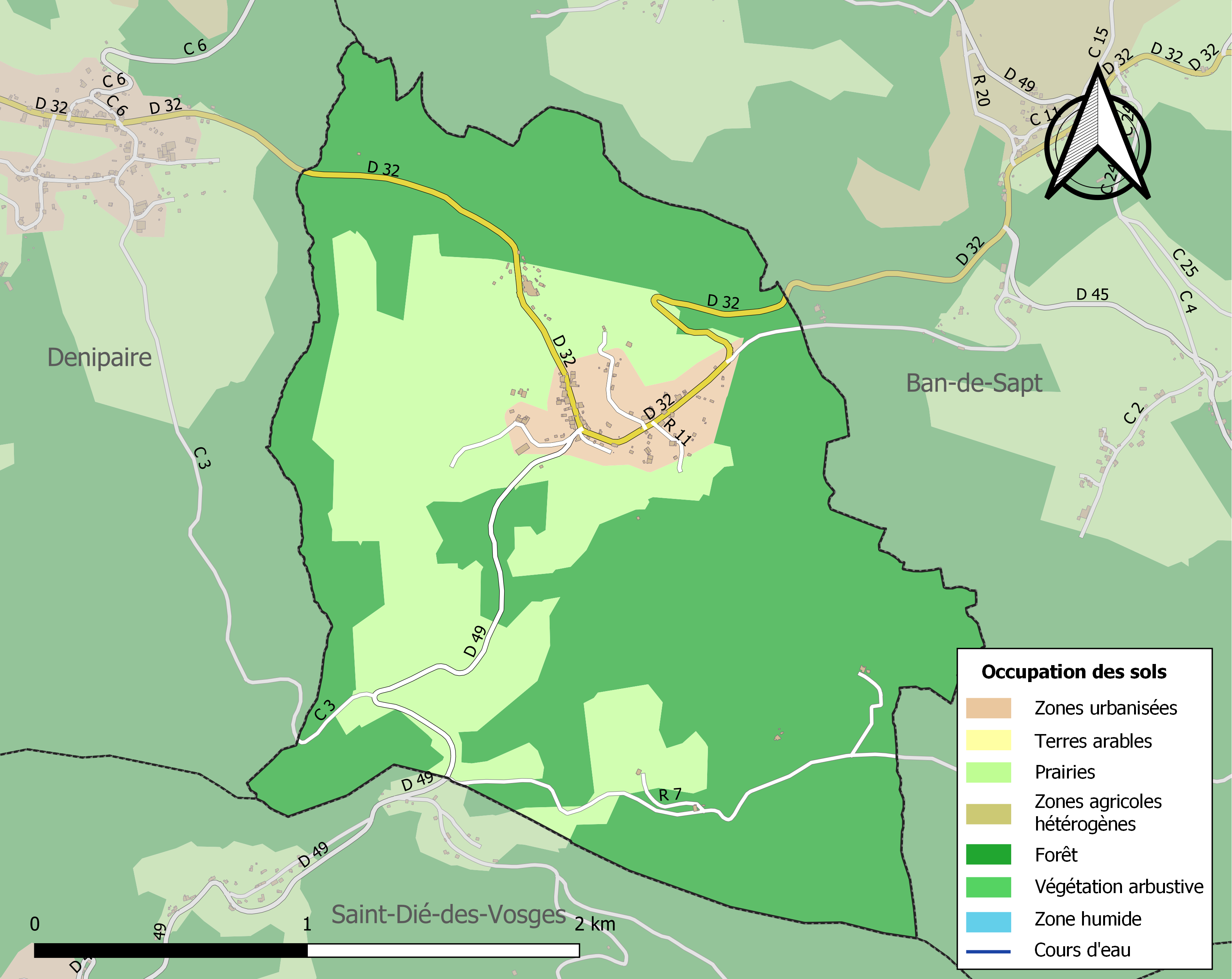
Carte des infrastructures et de l'occupation des sols de la commune en 2018 (CLC).

## Toponymie
Le nom de la localité est attesté sous les formes « Apud Ormontem capellam S. Joannis » (1140) ; Ad Sanctum Johannem (XIIIe siècle) ; Sainct Jehan d’Eurmont (1463) ; Saint Jehan d’Ormont (1518) ; Saint Jan d’Ormont (XVIe siècle) ; Saint Jean d’Hormont (XVIIe siècle) ; La commune Dormont (an II) ; Maison commune Dormont (an IV) ; Saint-Jean-d’Ormont (an IV).

Au cours de la Révolution française, la commune porte le nom de Dormont.
Saint-Jean est un hagiotoponyme qui se réfère à de nombreux saints, ici probablement Jean le Baptiste.
L,Ormont est un sommet gréseux du massif des Vosges, couvert d'une vaste forêt de résineux au XXe siècle.

## Histoire
Sous l’Ancien Régime, Saint-Jean-d’Ormont dépend la paroisse de Ban-de-Sapt, elle-même desservie par un moine de l’Abbaye Saint-Hydulphe de Moyenmoutier. Elle est rattachée au doyenné de Salm et au diocèse de Toul jusqu’en 1777, date de la création du diocèse de Saint-Dié. 
La commune a été décorée le 22 octobre 1921 de la croix de guerre 1914-1918.

### Répercussions de Tchernobyl
La région est l'une de celles où - en France - après les pluies tombées lors du passage du nuage de Tchernobyl (engendré par la catastrophe de Tchernobyl le 26 mai 1986 et dans le mois qui a suivi), des taux importants de radioactivité ont été enregistrés dans le sol (de 10 000 à 24 000 Bq/m2 près de Saint-Jean-d'Ormont) et dans certaines espèces-gibier (sangliers présentant une radioactivité mesurée de 1 500 à 2 000 Bq/kg, la norme européenne étant de 600 Bq, qui pourrait aujourd’hui, dérogatoirement et uniquement en cas de crise avec situation d'« urgence radiologique » être provisoirement portée au maximum à 1 000 Bq/kg selon le Codex alimentarius, pour pouvoir être commercialisée). « Compte tenu des dépôts mesurés au sol, un nombre limité de champignons, de myrtilles et de pièces de gibiers issus de cette forêt » étaient d'ores et déjà à la fin des années 1990 « susceptibles de dépasser les limites de commercialisation ».
En 1995, des champignons venant de cette région et collectés au marché international de Rungis présentaient des teneurs en césium variant de 1 à 520 Bq/kg. Les études faites deux ans après confirmaient que le département présentait une radioactivité anormalement élevée, avec une campagne de prélèvements en mars 1997 démontrant la responsabilité du radiocésium de Tchernobyl (et des dépôts plus élevés que la moyenne en France). Trois échantillons de sol ont été faits sur un transect tracé du haut en bas du versant sud de la forêt de Saint-Jean-d'Ormont tous les 700 à 1 000 m, suivi d'un 4e échantillon prélevé dans une prairie permanente distante d'environ 1,5 km de la forêt. La radioactivité de ces quatre échantillons, pour le césium 137 s'échelonnent de 11 000 à 13 000 Bq/m2 et le quatrième étant à 23 000 Bq/m2. On sait que les champignons bio-accumulent fortement la radioactivité, ce qui a été confirmé par l'analyse de champignons (chanterelles) à 200 Bq.kg-1 (en poids frais) pour le césium 137. Les sangliers mangent les champignons et des venaisons de sangliers ont effectivement été mesurées à des niveaux de 1 500 à 2 000 Bq/kg de césium 137 auxquels il faut ajouter une vingtaine de becquerels de césium 134 par kilogramme. Toujours en 1997 (le 17 avril), une télédétection de rayonnement gamma émis par le sol a été faite par hélicoptère sur une partie de la forêt de Saint-Jean-d'Ormont. Sur la base des données disponible et pour 1997, l'exposition moyenne cumulée (naturelle et due aux retombées) a été estimée à 7 mSv/an pour les habitants des Vosges.
Les 303 habitants de la commune ont bénéficié d'un dépistage à la thyroïde dans deux « Masters Gémini » de l'OPRI, (alors que la thyroïde fixe l'iode et non le césium dont la toxicité (qu'il soit inhalé ou ingéré) est fortement exacerbée par le fait qu'il est un analogue du potassium ; ce qui explique qu’il est rapidement assimilé, dans n'importe quelle partie de l’organisme, d’où il ne sera éliminé qu’avec une période biologique de 70 jours environ) (16 avril 1997). Un seul sera jugé préoccupant (restaurateur de 53 ans, souffrant de la thyroïde et porteur de 1 800 Bq. Sur cette base, et sur celle de l'analyse faite en 1997 d'une centaine d'échantillons alimentaires apportés par la population parmi lesquels seuls six échantillons de champignons et un échantillon de myrtilles étaient au-dessus des seuils de détection des masters Gemini, l'Agence régionale de l'Environnement (AREL) et l'Association lorraine pour la qualité de l'air considéreront que les débits de doses sont encore du domaine des faibles doses et estimeront en 1999 que pour un habitant moyen la consommation des champignons, myrtilles ou gibier était sans risque pour la santé, même pour les consommateurs réguliers de bolets et de cochons sauvages, mais aucune étude épidémiologique ou écoépidémiologique n'a suivi, qui permettrait de confirmer ou infirmer cet avis. Entre-temps de nombreux autres sangliers contaminés par le césium 137 ont été trouvés en Suisse et surtout en Allemagne.

## Politique et administration

### Liste des maires
| Période                                  | Période  | Identité          | Étiquette | Qualité                    |
| ---------------------------------------- | -------- | ----------------- | --------- | -------------------------- |
| Les données manquantes sont à compléter. |          |                   |           |                            |
| mars 2001                                | En cours | Christian Demange |           | Retraité de l'enseignement |

## Finances locales

### Budget et fiscalité 2022

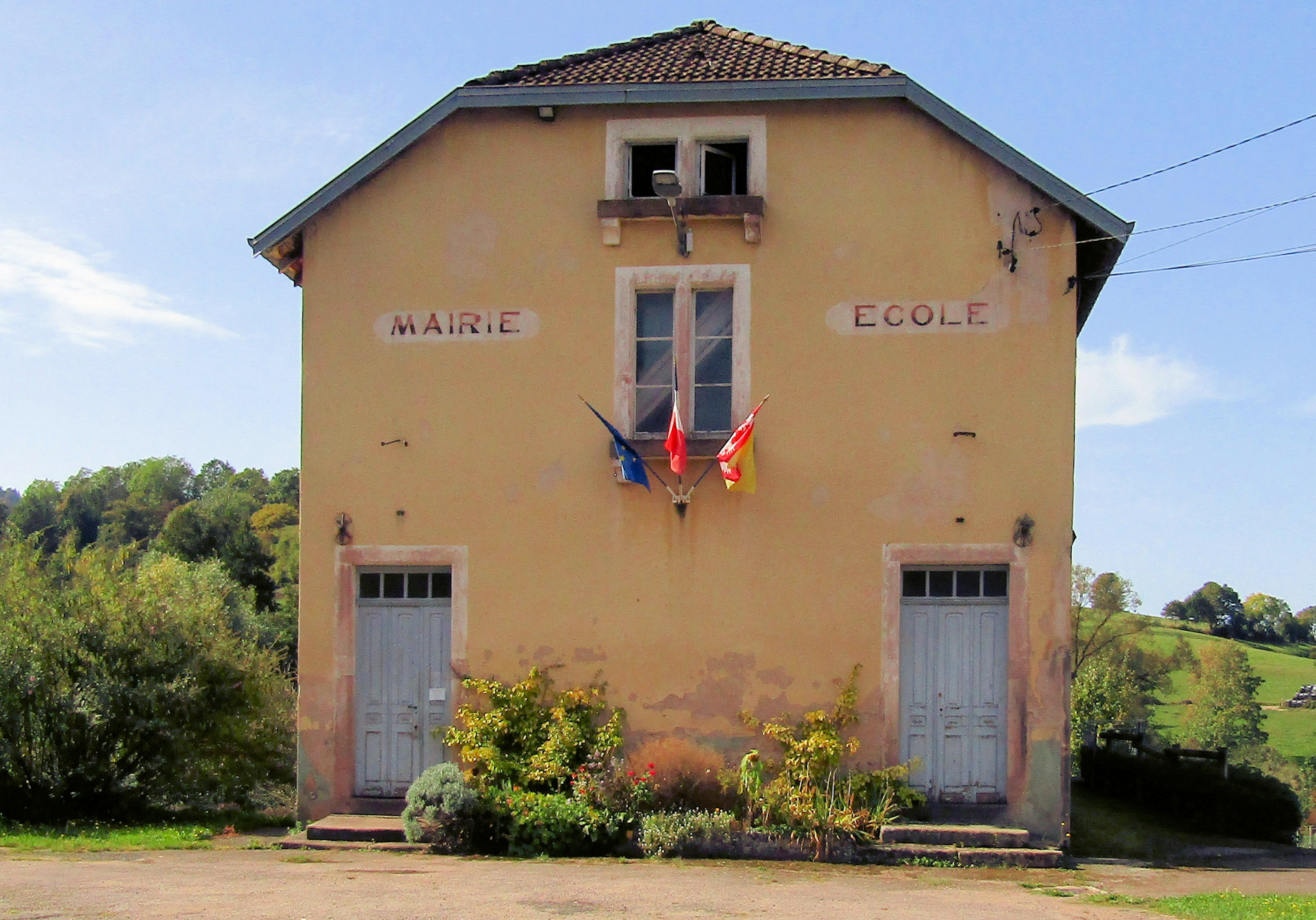
La mairie-école.

En 2022, le budget de la commune était constitué ainsi :
- total des produits de fonctionnement : 140 000 €, soit 1 173 € par habitant ;
- total des charges de fonctionnement : 124 000 €, soit 1 042 € par habitant ;
- total des ressources d'investissement : 75 000 €, soit 626 € par habitant ;
- total des emplois d'investissement : 37 000 €, soit 314 € par habitant ;
- endettement : 60 000 €, soit 504 € par habitant.

Avec les taux de fiscalité suivants :
- taxe d'habitation : 28,79 % ;
- taxe foncière sur les propriétés bâties : 45,03 % ;
- taxe foncière sur les propriétés non bâties : 38,98 % ;
- taxe additionnelle à la taxe foncière sur les propriétés non bâties : 0,00 % ;
- cotisation foncière des entreprises : 0,00 %.

Chiffres clés Revenus et pauvreté des ménages en 2021 : médiane en 2021 du revenu disponible, par unité de consommation : 23 490 €.

## Population et société

### Démographie

#### Évolution démographique
L'évolution du nombre d'habitants est connue à travers les recensements de la population effectués dans la commune depuis 1793. Pour les communes de moins de 10 000 habitants, une enquête de recensement portant sur toute la population est réalisée tous les cinq ans, les populations de référence des années intermédiaires étant quant à elles estimées par interpolation ou extrapolation. Pour la commune, le premier recensement exhaustif entrant dans le cadre du nouveau dispositif a été réalisé en 2007.

En 2022, la commune comptait 128 habitants, en évolution de +3,23 % par rapport à 2016 (Vosges : −2,96 %, France hors Mayotte : +2,11 %).
| 1793 | 1800 | 1806 | 1821 | 1831 | 1836 | 1841 | 1846 | 1856 |
| ---- | ---- | ---- | ---- | ---- | ---- | ---- | ---- | ---- |
| 244  | 264  | 285  | 312  | 337  | 323  | 310  | 290  | 282  |

| 1861 | 1866 | 1876 | 1881 | 1886 | 1891 | 1896 | 1901 | 1906 |
| ---- | ---- | ---- | ---- | ---- | ---- | ---- | ---- | ---- |
| 288  | 271  | 243  | 236  | 248  | 254  | 244  | 246  | 263  |

| 1911 | 1921 | 1926 | 1931 | 1936 | 1946 | 1954 | 1962 | 1968 |
| ---- | ---- | ---- | ---- | ---- | ---- | ---- | ---- | ---- |
| 251  | 212  | 197  | 219  | 208  | 178  | 158  | 126  | 123  |

| 1975 | 1982 | 1990 | 1999 | 2006 | 2007 | 2012 | 2017 | 2022 |
| ---- | ---- | ---- | ---- | ---- | ---- | ---- | ---- | ---- |
| 181  | 194  | 195  | 182  | 162  | 159  | 135  | 122  | 128  |

### Enseignement
Établissements d'enseignements :
- Écoles maternelles et primaires à Ban-de-Sapt, Hurbache, Saint-Dié-des-Vosges.
- Collèges à Saint-Dié-des-Vosges.
- Lycées à Saint-Dié-des-Vosges.

### Santé
Professionnels et établissements de santé :
- Médecins à Le Beulay, Provenchères-sur-Fave, La Petite-Raon, Senones, Saint-Michel-sur-Meurthe.
- Pharmacies à Provenchères-sur-Fave, La Petite-Raon, Senones, Saint-Michel-sur-Meurthe.
- Hôpitaux à Senones, Raon-l'Étape, Sainte-Marie-aux-Mines.

### Cultes
- Culte catholique, Paroisse Sainte-Odile[35], Diocèse de Saint-Dié.

## Économie

### Entreprises et commerces

#### Agriculture
- Activité agricole[36].
- Sylviculture et autres activités forestières.
- Élevage de vaches laitières.
- Exploitation forestière.

#### Tourisme
- Hébergements et restauration à Senones, Saint-Dié-des-Vosges, Ban-de-Sapt, Nayemont-les-Fosses.

#### Commerces
- Commerces et services de proximité.

## Culture locale et patrimoine

### Lieux et monuments

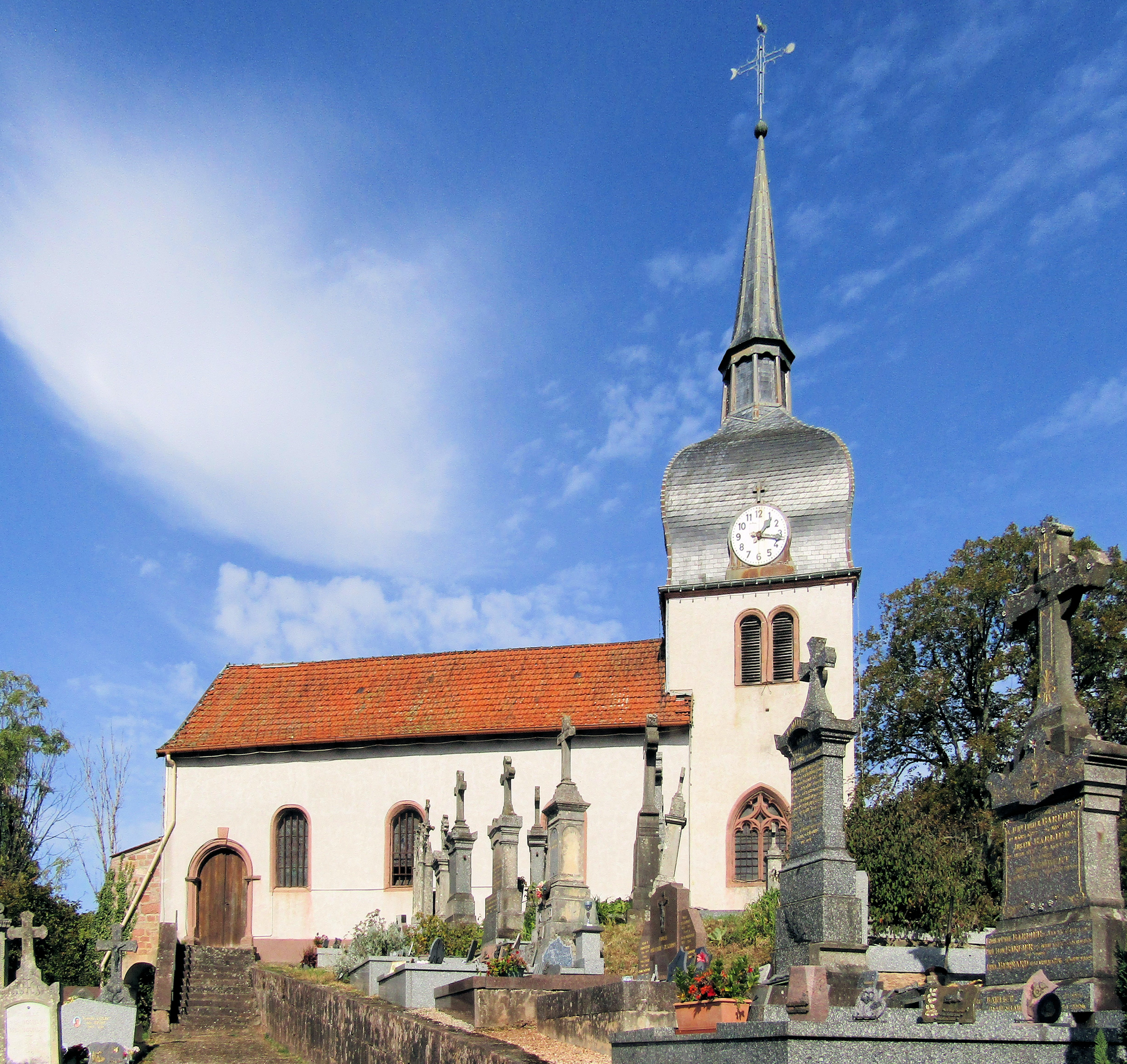
L'église Saint-Jean-Baptiste.
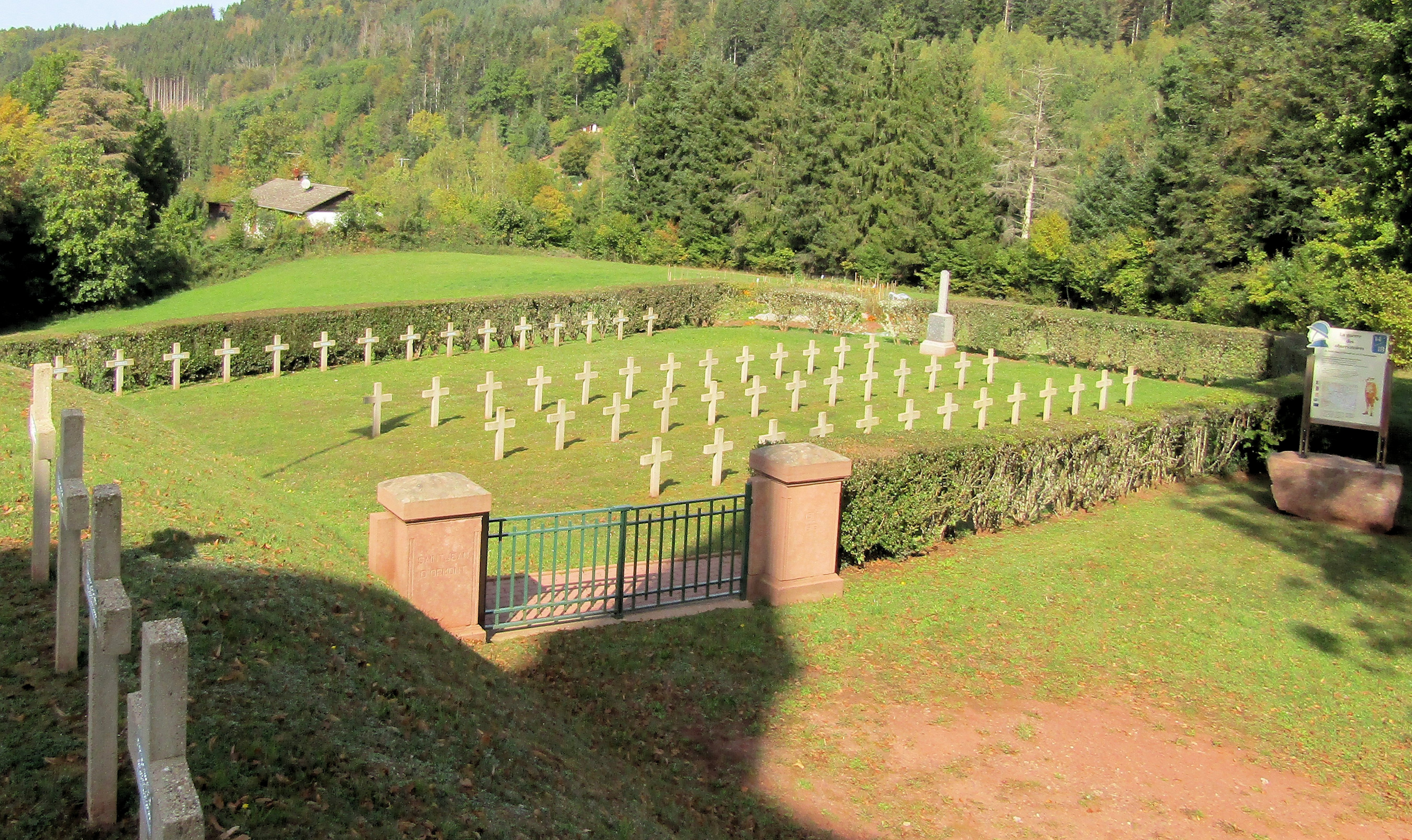
Le cimetière militaire à Saint-Jean-d'Ormont (1914-1918).
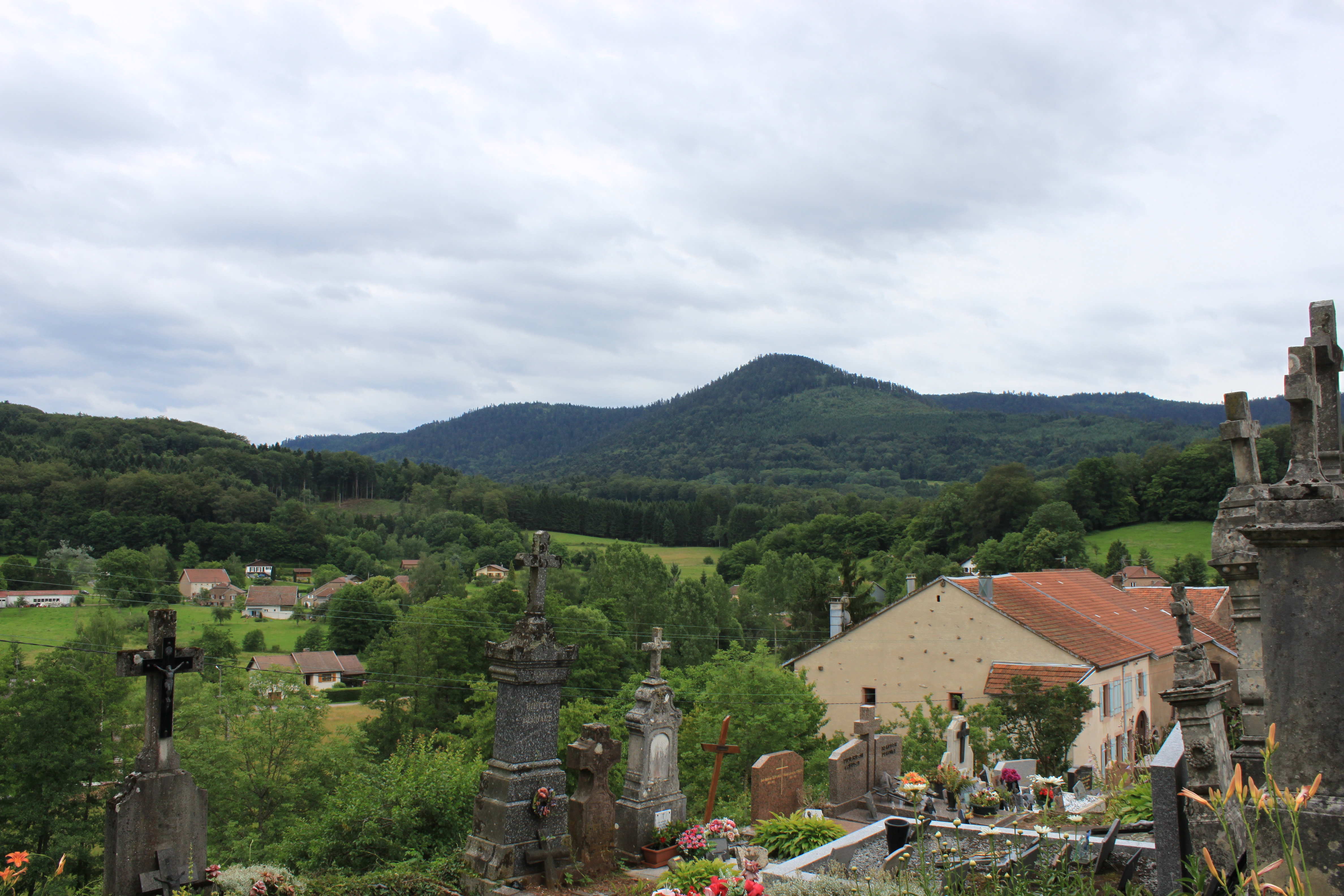
L'Ormont vu du cimetiére.

- Église Saint-Jean-Baptiste surmontée d'un clocher à bulbe[37] du XVIIIe siècle, entourée de son cimetière civil et militaire.

Sur le mur arrière de l'église, une plaque mémorielle rappelle les 275 noms de tous les Soldats, dont 3 Allemands.
- Le cimetière militaire (1914-1918)[38].

Une croix surplombe le carré, où on trouve incrustées des plaques des différents régiments, et la tombe du commandant du 133e régiment d'infanterie, le Lieutenant-colonel Dayet,.
- Monuments commémoratifs[41].
- Moulin à eau[42],[43] de 1863[44].
- Site patrimonial remarquable[45],[46].

### Personnalités liées à la commune
- M. l'abbé Marie-Justin Legendre[47].
- Lieutenant-colonel Dayet, 133e régiment d'infanterie[48], Chevalier de la Légion d'Honneur.

## Pour approfondir